# Señor M (cómic)
Señor M (Absolon Zebardyn Mercator) es un personaje ficticio que aparece en los cómics estadounidenses publicados por Marvel Comics. El personaje fue creado por David Hine y David Yardin y debutó en el Distrito X #2. Señor M viste un traje y sombrero negro y tiene la capacidad de manipular moléculas.

## Biografía ficticia

### Primeros años de vida
No se sabe mucho sobre el enigmático hombre llamado Sr. M. Creció en un pequeño pueblo cerca de Gante, Bélgica. Después de que sus poderes se manifestaron, se fue a los Estados Unidos y, después de mucho vagar, se instaló en Ciudad Mutante. Una vez allí, se quedaba solo y sólo salía de su apartamento por la noche para emborracharse.

### Ciudad Mutante
Después de ver una pintura (de un artista que pintó sus premoniciones) de sí mismo como un destructor, el Sr. M decidió que la única manera de ayudar a Ciudad Mutante era destruyendo toda la enfermedad y la corrupción. El decidió seguir adelante (aunque Bishop e Ishmael intentaron detenerlo) arrasando la ciudad con enormes demostraciones de manipulación de energía. Cuando él terminó, su amiga y vecina Hanna Levy le preguntó si quería recuperarlo. Estuvo de acuerdo en que si podía lo haría, y luego Lara la Ilusionista abandonó su programa para revelar que la destrucción había sido una ilusión, ya que Ishmael la había reclutado en el último minuto para evitar el desastre y Bishop había absorbido toda la producción de energía.
El Sr. M también hizo cosas buenas con sus poderes: regularmente reparaba los dispositivos electrónicos de las personas y una vez salvó a la hija del oficial Ismael Ortega extrayendo una bala de su cuerpo y sellando la herida.
El Sr. M se había ganado varios enemigos a lo largo de su vida, y una de las tramas pendientes de la serie involucraba un golpe en su vida. El individuo en realidad estuvo muy cerca de lograrlo, disparándole tres veces en la cabeza a quemarropa, sin embargo, sus habilidades mutantes lo salvaron.

### Decimación/El 198
Después de los acontecimientos del Día M, el Sr. M fue una de las pocas personas que no se vio afectada. El visitó a su amiga hospitalizada Hanna, que se estaba volviendo loca debido a todos los insectos que habían comenzado a atacarla cuando perdió su poder mutante, y la ayudó a sanar su mente. Por sugerencia de ella, él decide dirigirse a pie al Instituto Xavier.
Cuando llega al campamento alrededor del Instituto, atraviesa los muros que rodean la escuela y los Centinelas lo atacan. Él los ignora sin esfuerzo y explica que el robot gigante casi pisó una oruga muy rara. Cíclope sugiere que "realmente debe amar las orugas" y el Señor M responde: "En realidad no... Me gustan las mariposas".Otras demostraciones de su poder en el campamento 198 fueron: crear un pequeño pterodáctilo y convertirlo en mariposas, restaurar el cabello de Lorelei Travis que había sido cortado por miembros enojados de Purity y crear campos de fuerza para detener la pelea entre Fever Pitch, Sack, Erg y los Centinelas. Los miembros de los X-Men desconfían mucho de las intenciones del Sr. M y de la preocupación por sus habilidades divinas. Lo sugiere un agente de la O.N.E. que es un mutante de nivel Omega.Luego comienza una relación con Lorelei. Cuando se revela el verdadero propósito de los chips de "rastreo", se los quita a todos los mutantes que fueron implantados y luego declara que se irá a un nuevo santuario y que cualquiera puede seguirlo. La cara en el pecho de Johnny Dee lo declara una amenaza que debe ser eliminada. El Sr. M lleva a sus seguidores a una isla a la que llegan caminando a través del agua, cuando los X-Men aparecen para intentar convencerlos de que regresen, Cíclope es atacado por un Erg controlado mentalmente, y cuando toma represalias, el Sr. M declara que protegerá a sus seguidores.

### "Muerte"
Johnny Dee usa sus "muñecos vudú" para hacer que Leech le quite los poderes al Sr. M y luego usa a Magma para aniquilar al Sr. M. Esa noche, mientras Lorelei y Leech vigilan el ataúd del Sr. M, se quedan dormidos. La pareja se despierta con un ataúd vacío. La historia pasa a Lorelei y Leech, rodeados de mariposas, contándole a los 198 su experiencia: "No puedo decirles lo que vimos. No tengo las palabras. [El Sr. M] nunca se le apareció a nadie más, pero no quería que lloraran por él, así que les envió un mensaje. 'Algunas cosas no mueren... ¡ELLOS EVOLUCIONAN!'".

### Mercator
Cuando se estableció la nación de Krakoa, los mutantes de nivel omega se convirtieron en una de sus piedras angulares. La mayoría de ellos se unieron a Krakoa, pero Absolon fue una de las pocas excepciones.Los Krakoanos finalmente se enteraron del paradero de Absolon durante el torneo X of Swords celebrado en el Otro Mundo.
Después de hacerse con el control de Ávalon, Apocalipsis había invitado a Absolon a apoderarse de una parte del territorio y darle la forma que quisiera. Apocalipsis le dio el Asedio Perilous para que lo protegiera, y le dijo a Absolon que mantuviera su nuevo reino cerrado a los mutantes hasta que llegara el día que necesitaban el Asedio. Absolon convirtió el territorio en Mercator, una provincia que lleva su nombre.
Más tarde, Abigail Brand consideró a Absolon como un posible reemplazo para el papel de Fabian Cortez en Los Seis,pero finalmente eligió a la mutante Arakki, Korra the Burning Heart.
Durante la Gala Hellfire, Magneto reunió varios mutantes de nivel omega para terraformar Marte. Magneto visitó a Absolon para pedirle que se uniera y ayudara con el proceso, pero Absolon se negó a participar.
Finalmente, un equipo de mutantes liderado por la Capitana Britania llegó a Mercator cumpliendo la profecía de Apocalipsis, desafortunadamente fueron seguidos por el Rey Arturo, que odia a los mutantes. Mercator saludó personalmente a Arturo y le informó que la tierra misma lo probaría, lo cual fue desafortunado para él porque el era una persona horrible, antes de empujarlo en arenas movedizas.

## Poderes y habilidades
Al igual que Owen Reece, Señor M tiene control total sobre la estructura atómica de las moléculas.El puede transmutar toda la materia y energía a nivel subatómico. Hasta ahora, sus poderes han sido descritos como prácticamente omnipotentes.